# كلمة سر لمرة واحدة

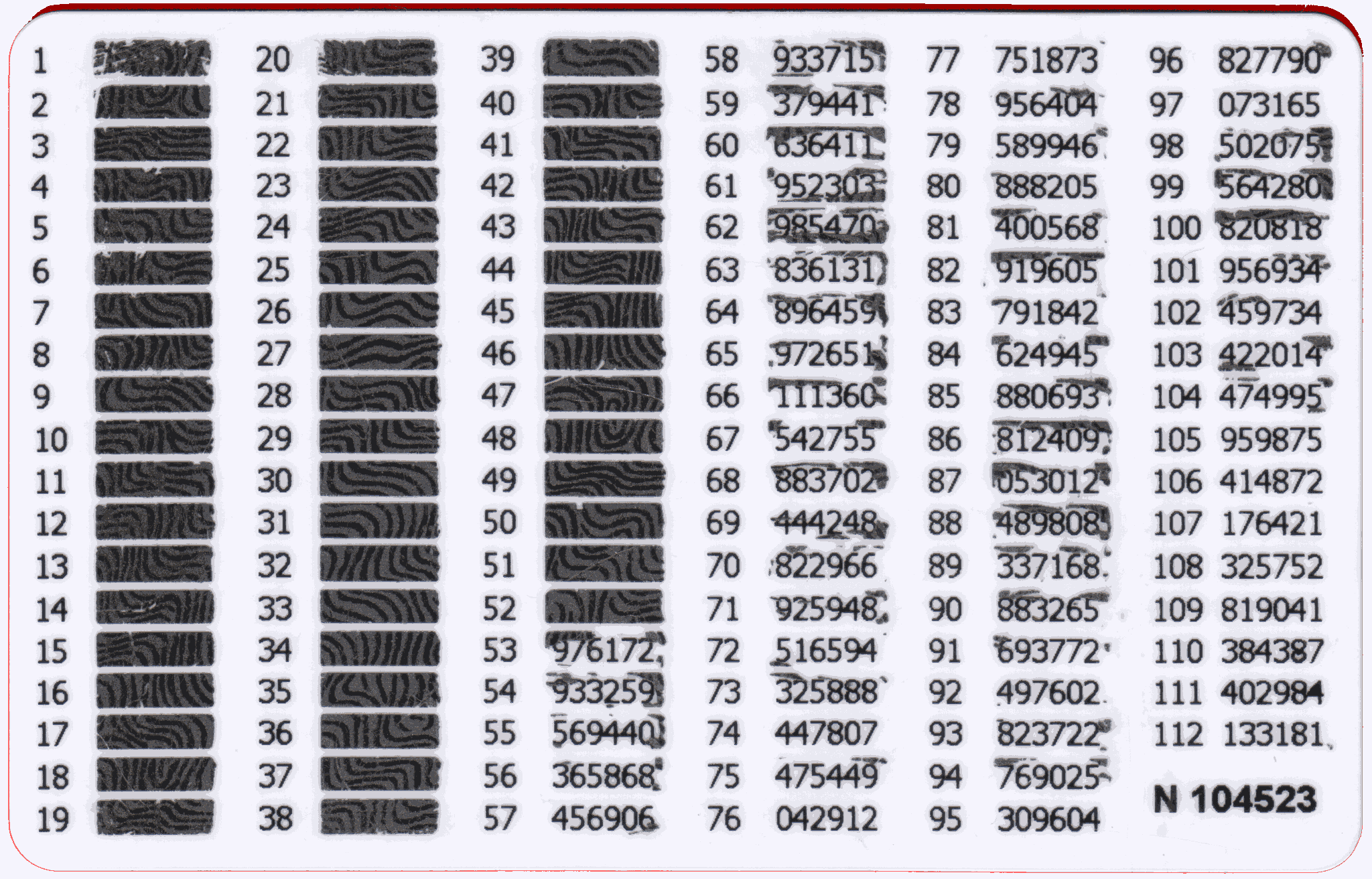

كلمة المرور لمرة واحدة (بالإنجليزية: one-time password)‏ ، اختصاراً أو تي بي (OTP) والمعروفة أيضًا باسم رمز لمرة واحدة (بالإنجليزية: one-time pin)‏، هي كلمة مرور صالحة لجلسة تسجيل دخول أو معاملة أو عملية واحدة فقط، على نظام كمبيوتر أو جهاز رقمي آخر. وتتجنب أو تي بي عددًا من أوجه القصور المرتبطة بالمصادقة التقليدية (الثابتة) المستندة إلى كلمة المرور؛ يشتمل عدد من عمليات التنفيذ أيضًا على [الاستيثاق بعوامل عدة[مصادقة ثنائية]] عن طريق التأكد من أن كلمة المرور لمرة واحدة تتطلب الوصول إلى شيء يملكه شخص ما (مثل جهاز صغير في سلسلة المفاتيح مع حاسبة أو تي بي مدمجة فيه، أو بطاقة ذكية أو هاتف جوال معين) أيضًا كشيء يعرفه الشخص (مثل PIN). 